# Toshiya Fujita
Toshiya Fujita (født 4. oktober 1971) er en japansk fodboldspiller.

## Japans fodboldlandshold
| Japans landshold | Japans landshold | Japans landshold |
| År               | Kmp              | Mål              |
| ---------------- | ---------------- | ---------------- |
| 1995             | 6                | 2                |
| 1996             | 0                | 0                |
| 1997             | 0                | 0                |
| 1998             | 0                | 0                |
| 1999             | 4                | 0                |
| 2000             | 0                | 0                |
| 2001             | 0                | 0                |
| 2002             | 0                | 0                |
| 2003             | 3                | 0                |
| 2004             | 10               | 1                |
| 2005             | 1                | 0                |
| Total            | 24               | 3                |